# Serpente (simbolo)

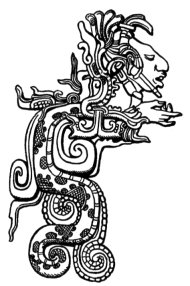
Il serpente Maya, Yaxchilán.

Il serpente è un animale che, per le sue caratteristiche, ha colpito e stimolato l'immaginario umano, entrando (spesso come una creatura leggendaria) nel folklore e nella mitologia di vari popoli. Tra le numerose attestazioni, spicca in particolare il racconto biblico di Adamo ed Eva dove il serpente è la rappresentazione del demonio tentatore.

## Significato del serpente

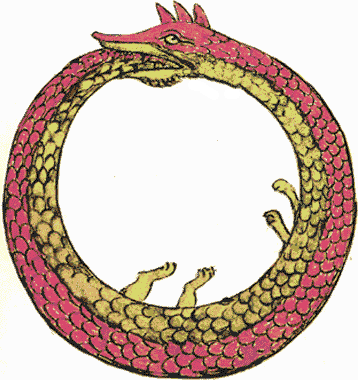
Il serpente uroboro, simbolo della ciclicità del tempo

Il serpente è uno dei più vecchi e più diffusi simboli mitologici ed ermetici, presente nella maggior parte delle culture con significati simili, e con numerose caratteristiche. Ad esempio, il suo veleno è associato, come le piante e i funghi, al potere sia di guarire che di avvelenare. Il suo cambiare pelle lo rende inoltre un simbolo di rinnovamento e rinascita che può portare all'immortalità.
Talvolta il serpente e il drago hanno analoga funzione simbolica, poiché il veleno del serpente ha caratteristiche simili a quelle del fuoco lanciato da un drago.
In Egitto e in Grecia il serpente era associato al tempo e incarnava la vita e la salute. Si pensi anche al simbolismo dell'uroboro che rappresenta la ciclicità del tempo.

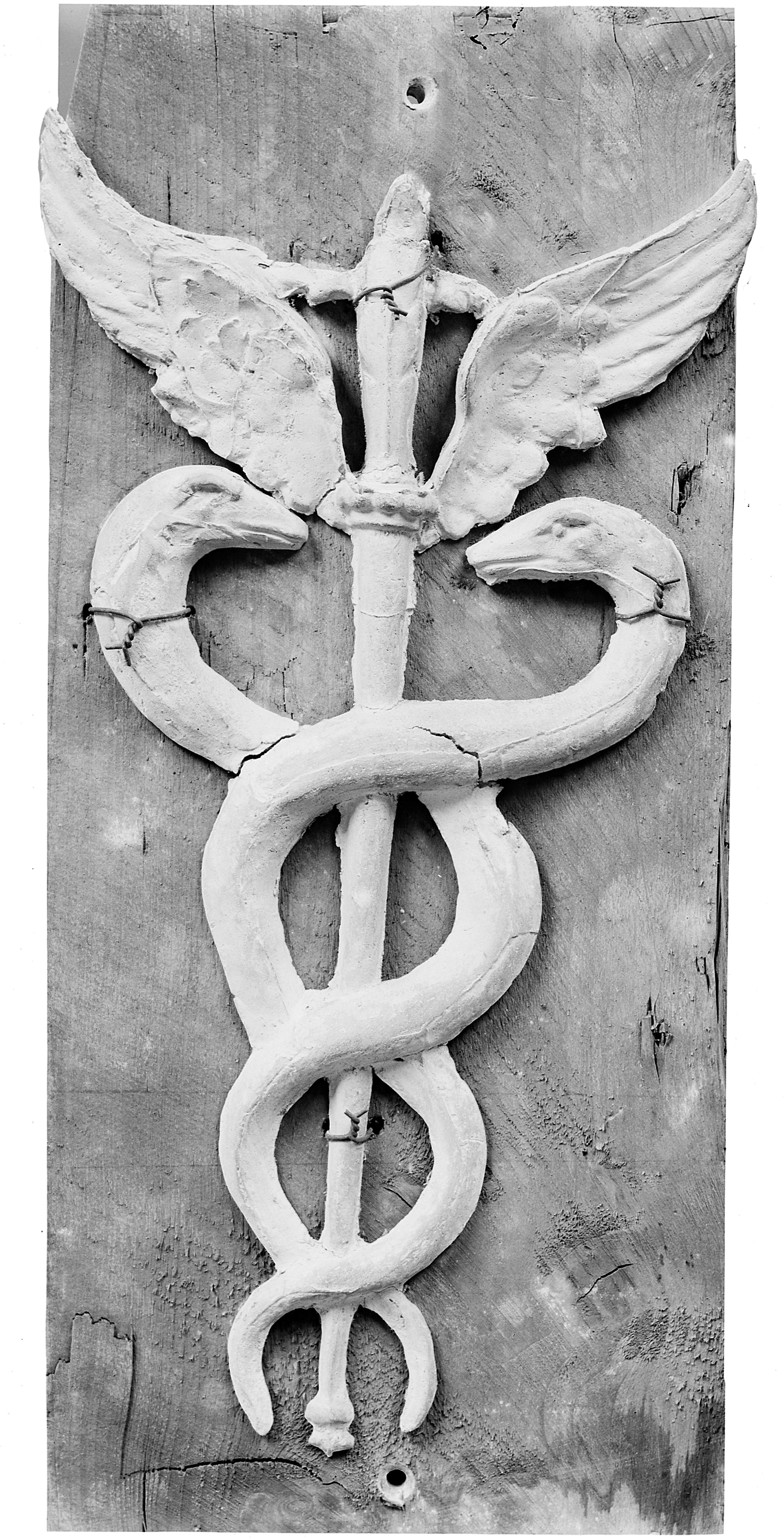
Il caduceo, o bastone di Mercurio, che con i due serpenti avvolti simboleggiava l'opera di riunificazione alchemica di due polarità contrapposte.

 Lo si incontra presso gli Ittiti, negli antichi miti classici (Perseo e Andromeda, la testa della Medusa, la vittoria di Ercole sul drago), sulla testa delle immagini egiziane del falco Horus.
Nell'antica Roma il serpente era legato ad aspetti arcaici della tradizione autoctona che poi si andarono unendo ai sincretismi ellenizzanti. Anche nella tradizione romana non aveva alcuna accezione negativa, anzi era considerato un benevolo protettore della casa e dei suoi abitanti.
Al di là del suo significato exoterico esteriore, nei riti misterici di carattere occulto o esoterico il serpente era un simbolo iniziatico universale.
Quello di «rettili» o «serpenti» era infatti il nome con cui venivano chiamati gli antichi iniziati, spesso ritenuti esseri soprannaturali, in possesso di conocenze arcane, come ad esempio i Naga induisti, sicché questa figura venne anche associata alla gnosi o sapienza segreta.
Tale conoscenza costituiva un tutt'uno col potere di guarire, proprio ad esempio dell'elisir di lunga vita o di immortalità, tanto che nella tradizione greca il serpente compare avvinghiato alla verga del dio Asclepio della medicina, Esculapio per i Romani. In ogni caso una doppia valenza, benefica e malefica, attraversa tutta la storia umana del folclore e delle leggende sul serpente.

### Religione giudaico-cristiana
Nella Bibbia ebraica (Tanakh) il serpente del Giardino dell'Eden tentò Eva con la promessa della conoscenza proibita, convincendola che nonostante il monito di Dio, non ne sarebbe risultata la morte. Il serpente è identificato con la furbizia: "Ora il serpente era il più astuto di tutte le fiere dei campi che il Signore Dio aveva fatto" (Genesi 3,1). Non c'è indicazione in Genesi che il Serpente fosse una divinità a sé stante, sebbene sia uno dei due soli casi in cui gli animali parlano nel Pentateuco, con l'asina di Balaam come secondo. Per quanto l'identificazione del serpente con Satana sia implicita nella Apocalisse di Giovanni, in Genesi il Serpente è rappresentato solo come creatura infida e ingannatrice, che subdolamente consiglia ciò che Dio ha direttamente proibito (Genesi 3,4-5.3,22). Proprio la promessa del conseguimento della conoscenza proibita, tuttavia, è all'origine del culto che, nella gnosticismo, l'ofitismo tributerà al Serpente, visto come un liberatore dalla tirannia instaurata dal Dio veterotestamentario (Yaldabaoth).

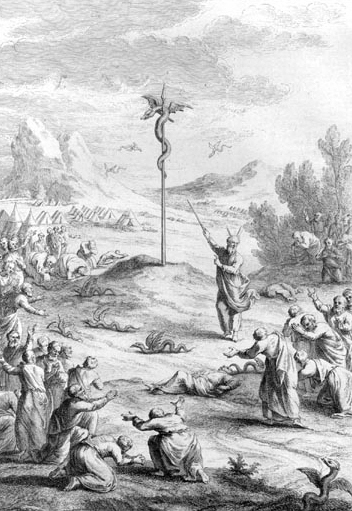
Mosè che indica il serpente attorcigliato al palo (incisione del 1770)

In altre attestazioni bibliche del serpente, il bastone di Mosè si trasformò in un serpente e poi di nuovo in bastone (Esodo 4,2-4). Numeri 21,6-9 fornisce un'origine al serpente arcaico Nehushtan, associandolo a Mosè. Questo serpente di rame secondo il testo biblico è attorcigliato ad un palo e usato per guarire ingiurie:
(Numeri 21,9)
Ulteriore testimonianza del serpente è riscontrata quando il riformatore Re Ezechia ascese al trono di Giuda nel tardo VIII secolo a.C.
(2 Re 18,4)
Anche al tempo di Cristo il serpente era un simbolo di coloro che venivano iniziati ai Misteri della legge mosaica, i quali dichiaravano di acquisire la capacità chiaroveggente di accedere ai mondi divino-spirituali. Giovanni il Battista chiamava appunto vipere coloro che si attenevano a quel tipo di iniziazione tramandata sin dai tempi più antichi.
Secondo il pensiero di Rudolf Steiner la venuta di Gesù Cristo rappresentava il segno nuovo che l'iniziazione sarebbe divenuta accessibile a chiunque: «Mosè indicò la sua missione innalzando dinanzi al suo popolo il simbolo dell'elevazione di coloro che potevano guardare entro i mondi spirituali: egli innalzò il serpente. Ogni figliolo dell'uomo, per virtù della forza del Cristo, doveva diventare sulla Terra ciò che erano quei singoli uomini. È questo che il Cristo esprime nell'ulteriore corso del dialogo con Nicodemo, quando dice: "E come Mosè innalzò il serpente, così pure fa d'uopo che sia innalzato il Figliuolo dell'uomo"».

### Religione indù: Kundalini
Nelle tradizioni tantriche dell'induismo, l'energia divina ritenuta risiedere in forma quiescente in ogni individuo alla base della colonna vertebrale, denominata Kundalini, viene spesso assimilata ad un serpente addormentato, arrotolato su sé stesso, in attesa di essere ridestato alla coscienza. Quest'energia dall'aspetto di serpente rappresenta una forza occulta, misteriosa e pericolosa, attinente al sesso, pronta a scattare per mordere e iniettare così il suo veleno, ma che preme per essere conosciuta al fine di svelare l'aspetto opposto, benefico, di sé.
Questo simbolismo del serpente come energia cosmico-divina trova analogia in quello ravvisato nell'analisi di Carl Gustav Jung per l'energia psichica, la libido:
(Carl Gustav Jung, La libido, simboli e trasformazioni, traduzione di Girolamo Mancuso, Newton, 2006 [1912], p. 331)

## Il serpente in araldica
In araldica il "biscione" è stato il simbolo del Ducato di Milano sia sotto ai Visconti, sia sotto agli Sforza  e oggi è ancora riscontrabile in stemmi di alcuni comuni lombardi e non, legati storicamente alla signoria ambrosiana, come ad esempio Bellinzona, la capitale del Canton Ticino (Svizzera); in epoca contemporanea il "biscione" è divenuto anche il simbolo di alcune società milanesi (Inter, Alfa Romeo, Mediaset/Fininvest, ecc.).
La Bandiera di Gadsden, una delle prime bandiere statunitensi, presenta un serpente a sonagli su campo giallo , con la frase DONT TREAD ON ME (non mi calpestare), volto a rappresentare la natura della nuova nazione: come il serpente, l'America non avrebbe attaccato ma si sarebbe difesa se calpestata.

## Il serpente nella letteratura
In numerose opere letterarie la figura del serpente è presente come tentatore. Ad esempio, il serpente del Piccolo Principe, o Kaa del Libro della Giungla. Nell'Inferno dantesco (Inferno - Canto ventiquattresimo), nella settima delle Malebolge, sono condannati i ladri i quali vengono morsi da serpenti che li stritolano con le loro forti spire. 
Nella saga di Harry Potter la figura del serpente è presente come simbolo del male, associato principalmente a Lord Voldemort e ai suoi servitori (fra cui il serpente Nagini), ma anche al protagonista Harry Potter per indicare il suo "lato oscuro".
Ne La storia infinita, il più celebre romanzo di Michael Ende, il talismano magico chiamato AURYIN, che accompagna le avventure dei protagonisti Atreiu e Bastiano, è costituito da due serpenti, uno chiaro e uno scuro, che mordendosi la coda formano un'ellisse.

## Il serpente nell'arte
Il simbolo del serpente viene spesso raffigurato nell'arte in relazione a vicende mitiche, come nel caso del Gruppo del Laocoonte. Nei testi sacri il serpente è l’incarnazione del male e del demonio, è il terribile tentatore di Adamo ed Eva, responsabile del peccato originale. In seguito Dio punisce il popolo ebraico nel deserto inviando serpenti velenosi e quindi ordina a Mosè di costruire il famoso serpente di bronzo dal potere curativo.
Nelle immagini dell’Immacolata  concezione la Vergine Maria calpesta un serpente a significare la sconfitta del peccato e talvolta, in particolare nell’arte barocca, del protestantesimo. 
Il rettile può apparire anche nelle scene della Crocifissione in ricordo del peccato originale e della contemporanea redenzione dell’uomo grazie al sacrificio di Gesù. Nelle allegorie profane in genere simboleggia i vizi e il male. Infine l’immagine dell’Uroburo, un serpente che si morde la coda, raffigura il ciclo dell’eterno ritorno e dell’eternità e appare soprattutto nell’iconografia rinascimentale come attributo delle divinità del Tempo.

## Il serpente nelle credenze popolari
In alcune zone della Sicilia è diffusa la leggenda della Biddrina, un gigantesco serpente che vive nascosto presso le fonti e le paludi e riesce ad attirare i malcapitati che passino da quei luoghi incantandoli con lo sguardo. L'invenzione di questa creatura rispondeva probabilmente all'esigenza di evitare che i bambini andassero a fare il bagno in questi laghetti paludosi col pericolo di annegarvi. La sua evocazione, infatti, è sempre stata lo spauracchio dei bimbi.
Diffusissima in tutte le aree agricole e montane di Italia centro-settentrionale, Svizzera e Francia è la leggenda metropolitana del lancio di vipere da elicotteri da parte di vari soggetti quali forestale, Verdi o addirittura case farmaceutiche. Il fenomeno è stato giudicato connesso al forte potere simbolico del serpente, visto nell'ambiente quasi completamente antropizzato, uno degli ultimi elementi di natura selvaggia, contrapposta alla cultura dell'habitat umano.